# Keezen
Keezen is een Oud-Hollands bordspel voor minimaal 2 tot maximaal 8 personen. 
Keezen kan worden omschreven als een combinatie van mens-erger-je-niet en pesten. Keezen heeft een hoog 'pestgehalte' en naast enig tactisch inzicht speelt ook geluk met de speelkaarten een belangrijke rol. 

## Oorsprong
Keezen is, net als mens-erger-je-niet afgeleid van het Indiase bordspel Pachisi, maar wordt met speelkaarten in plaats van een dobbelsteen gespeeld. Keezen komt wereldwijd voor, er zijn Canadese, Amerikaanse en Duitse varianten bekend. In Duitsland heet het spel Dog. In het Engels is het beter bekend als Tock.
In Nederland wordt wel beweerd dat het spel zijn oorsprong heeft in Akersloot, maar ook in West-Friesland beweren mensen dat het hun uitvinding is. Feit is hoe dan ook dat het een zeer oud spel is, dat in Nederland herontdekt is. Er bestaan inmiddels ook Nederlandse kampioenschappen Keezen. 

## Doel van het spel
Het doel van het spel is om zo snel mogelijk met alle pionnen in je eigen thuisvak (het honk) te komen en te voorkomen dat je tegenstander dit eerder voor elkaar krijgt. De speler die dit het eerst bereikt, heeft gewonnen.

## Speelwijze
Keezen kan met 2 tot 8 spelers worden gespeeld. Afhankelijk van het aantal spelers is een speciaal spelbord nodig met een groot aantal aaneengesloten ronde vakjes en per speler 4 gekleurde startvakjes, 1 gekleurde startpositie en 4 gekleurde thuisvakjes (het honk).
Als je met 2, 3, 5 of 7 personen speelt, speel je voor jezelf. Als je alleen speelt heb je gewonnen zodra jouw vier pionnen als eerste op de vier thuisvakjes staan.  
Als je het spel met 4, 6 of 8 spelers speelt, kan je teams vormen. Partners moeten schuin tegenover elkaar zitten. De speler moet eerst al zijn eigen pionnen in het thuisvak spelen en daarna mag hij met zijn kaarten helpen om de pionnen van zijn partner in het thuisvak te spelen.

## Voorbereiding
Iedere speler kiest een kleur pion en zet zijn vier pionnen in de gekleurde startvakjes.
Per speler wordt één straat van 13 normale speelkaarten gebruikt (2, 3, 4, 5, 6, 7, 8, 9, 10, B, V, H, A). De kleur van de kaarten of de straten is niet van belang. Bij 4 spelers wordt dus gespeeld met 1 volledig kaartspel (52 kaarten) en bij 6 spelers 1,5 kaartspel (78 kaarten). Bij 3 spelers gebruik je 3 straten (39 kaarten) en bij 5 spelers 5 straten (65 kaarten).
Iedere speler trekt vervolgens een kaart. De speler met de hoogste kaart is de gever. Deze speler schudt de kaarten en zal drie deelronden de gever zijn. De gever geeft elke speler 5+4+4 kaarten.  
Als drie ronden gespeeld zijn, wordt de volgende speler - met de klok mee - de gever. Deze schudt alle kaarten opnieuw en geeft weer drie ronden, enzovoort.

## Verloop van het spel
Wanneer de kaarten aan iedere speler gegeven zijn, gooit de speler links van de gever één kaart uit de hand op en voert de daarbij behorende actie uit (zie hierna #Kaarten). Daarna mag de volgende speler één kaart opgooien, totdat alle kaarten zijn gespeeld. De gespeelde kaarten worden open en midden op het spelbord gelegd. 
Iedere speler is vrij te kiezen welke kaart hij speelt, maar om te kunnen starten heeft de speler eerst een Aas of een Heer nodig. Pas dan mag de speler één pion vanuit zijn startvak op zijn eigen gekleurde startpositie plaatsen (opzetten) en kunnen met die pion andere kaarten worden gespeeld. 
Alle pionnen mogen tegelijkertijd op het spelbord staan, maar niet op dezelfde plaats. Een pion wordt 'geslagen' als een andere pion (ook een eigen pion) op precies hetzelfde vakje terecht komt. De geslagen pion moet terug naar zijn startvak en kan alleen met een Aas of Heer weer op het veld komen. Dit is een belangrijk element van het pesten van de tegenstander. 
Als een speler een kaart op kán gooien dan moet hij dat altijd doen. Ook als dit betekent dat hij zichzelf of zijn partner van het bord moet slaan. Als een speler geen kaart meer op kan gooien dan gooit hij al zijn kaarten ineens op het spelbord en moet hij op de volgende deelronde wachten. Dit geldt ook als een speler geen pionnen op het bord heeft staan en er geen aas of heer zit bij zijn kaarten. Ook dan moet deze speler alle kaarten ineens op het spelbord gooien en wachten op de volgende deelronde net zolang tot hij een aas of heer heeft gekregen.
Wanneer de speler voor z'n honk staat en nog verder kan met kaarten wacht de speler tot het goede aantal wordt gegooid en kan zo in het honk gaan. 

## Kaarten
De acties die bij de kaarten horen, zijn als volgt:
Aaseen pion uit het startvak op de eigen startpositie op het bord zetten of een pion één plaats vooruit zetten.
Heereen pion uit een startvak op de eigen startpositie op het het bord zetten.
Vrouween pion twaalf plaatsen vooruit zetten.
Boereen eigen pion met een pion van een andere speler (een teamgenoot of een tegenstander) omruilen. Let op: dit mag niet als de pion van de andere speler op de eigen startpositie of in het eigen thuishonk (van zijn kleur) staat.
Zeveneen óf twee eigen pionnen moeten in totaal zeven vakjes vooruit gezet worden. Let op: Splitsen mag, maar is niet verplicht.
Viereen pion moet vier vakjes achteruit gezet worden. Let op: het is niet toegestaan de pion achteruit in het eigen thuisvak te plaatsen. Wel is het toegestaan de eigen pion over of vanuit de eigen startpositie vier stappen terug te zetten, mits er geen eigen pion op de startpositie staat.
Alle overige kaarteneen pion moet het aantal vakjes dat op de kaart staat vooruit gezet worden.

## Belangrijke spelregels
Een pion op de eigen startpositie is veilig en vormt een blokkade voor alle andere pionnen. Deze pion kan niet worden ingehaald, geslagen of geruild, ook niet door de eigen pionnen. Ook een pion in het eigen thuisvak is veilig en kan niet worden geslagen, geruild of ingehaald. 
De pionnen mogen in willekeurige volgorde naar binnen worden gebracht, maar de pionnen die zich eenmaal in het thuisvak bevinden, mogen niet worden ingehaald (niet vooruit en niet achteruit). De pionnen in het thuisvak moeten dus aansluitend naar voren worden gespeeld, zodat alle vier de pionnen achter elkaar in het thuisvak passen.
Als de pion niet in het thuisvak kan komen met het precieze aantal benodigde stappen, moet een andere pion worden gespeeld of, als dat ook niet mogelijk is, moeten alle kaarten worden weggelegd. Een pion mag dus niet nog een rondje lopen en ook niet met de resterende stappen achteruit lopen. 
Eerst moet de speelkaart open op tafel worden gespeeld. Daarna wordt pas de pion verplaatst. Een kaart die op tafel is gelegd moet gespeeld worden. Blijkt de kaart toch niet gespeeld te kunnen worden, moet de kaart worden gewisseld voor een andere kaart. Een pion is gespeeld zodra hij is losgelaten.
Spelers mogen de stappen met de vinger uittellen voordat de kaart wordt gespeeld. Bij het spelen van de kaart en het verzetten van de pion moet iedere stap (opnieuw) worden geteld, zodat alle spelers kunnen zien dat het juiste aantal stappen wordt gespeeld. 
In zijn laatste beurt mag een speler een 7 gebruiken om in het thuisvak terecht te komen en de resterende stappen gebruiken om met een pion van zijn partner verder te spelen. Uiteraard moet de pion van zijn partner de resterende stappen wel kunnen maken, zodat in totaal altijd zeven stappen worden gemaakt.
Overleg over de te spelen kaart tussen een speler en een partner tijdens het spel mag niet. Doet een speler dit wel dan moet zijn voorste pion terug naar het startvak. Indien hij geen pion in het spel heeft, dan moet de voorste pion van zijn partner terug naar het startvak.
Als het de laatste van de vier pionnen is die in het honk komt moet de pion doorlopen als de speler alleen kaarten heeft die een hoger aantal stappen aangeeft dan nodig is om in het honk te komen. Dit geldt voor de laatste pion als individu en als team.